# Sarah Asahina
Sarah Asahina –en japonés, 朝比奈沙羅, Asahina Sarah– (22 de octubre de 1996) es una deportista japonesa que compite en judo. Ganó cinco medallas en el Campeonato Mundial de Judo entre los años 2017 y 2021.

## Palmarés internacional
| Campeonato Mundial | Campeonato Mundial    | Campeonato Mundial | Campeonato Mundial |
| Año                | Lugar                 | Medalla            | Categoría          |
| ------------------ | --------------------- | ------------------ | ------------------ |
| 2017               | Budapest (Hungría)    | Medalla de plata   | +78 kg             |
| 2017               | Marrakech (Marruecos) | Medalla de oro     | Abierta            |
| 2018               | Bakú (Azerbaiyán)     | Medalla de oro     | +78 kg             |
| 2019               | Tokio (Japón)         | Medalla de bronce  | +78 kg             |
| 2021               | Budapest (Hungría)    | Medalla de oro     | +78 kg             |